# Старотатышевский сельсовет
Старотатышевский сельсове́т — упразднённая в 2008 году административно-территориальная единица и сельское поселение (тип муниципального образования) в составе Илишевского района. Почтовый индекс — 452275. Код ОКАТО — 80230866000. Объединён с сельским поселением Ябалаковский сельсовет. Образован в 1991 году.

## Состав сельсовета
село Старотатышево — административный центр

## История
Указ Президиума ВС Башкирской АССР от 25.07.1989 N 6-2/268 "Об образовании Старотатышевского сельсовета в Илишевском районе" гласил:

1. Образовать в Илишевском районе Старотатышевский сельсовет с административным центром в селе Старотатышево.
2. Включить в состав Старотатышевского сельсовета село Старотатышево, исключив его из состава Ябалаковского сельсовета.

3. Установить границу Старотатышевского сельсовета согласно представленной схематической карте. 
Обратное движение произошло в 2008 году.
Закон Республики Башкортостан от 19.11.2008 N 49-з «Об изменениях в административно-территориальном устройстве Республики Башкортостан в связи с объединением отдельных сельсоветов и передачей населённых пунктов», ст.1 п. 24) в) гласил:

 "Внести следующие изменения в административно-территориальное устройство Республики Башкортостан:
 в) объединить Ябалаковский и Старотатышевский сельсоветы с сохранением наименования «Ябалаковский» с административным центром в селе Ябалаково.
Включить село Старотатышево Старотатышевского сельсовета в состав
Ябалаковского сельсовета.

Утвердить границы Ябалаковского сельсовета согласно представленной схематической карте.

Исключить из учётных данных Старотатышевский сельсовет

## Географическое положение
На 2008 год граничил  с Республикой Татарстан, Краснокамским районом, с  муниципальными образованиями: Ябалаковский сельсовет, Новомедведевский сельсовет  («Закон Республики Башкортостан от 17.12.2004 N 126-з (ред. от 19.11.2008) „О границах, статусе и административных центрах муниципальных образований в Республике Башкортостан“»).